# Джордж Кедл Прайс
Джордж Кедл Прайс  (англ. George Cadle Price; 15 січня 1919 — 19 вересня 2011) — перший прем'єр-міністр Белізу, вважається одним з головних борців за незалежність країни, його називають батьком нації.

## Біографія
Народився в Белізі в родині Вільяма та Ірен Прайс, до шлюбу Ескаланте. Він зайнявся політикою 1947 року з обранням до складу міської ради Беліза. За три роки, 29 вересня 1950 року, він заснував Народну партію, яку й очолював упродовж чотирьох десятиліть. Здебільшого завдяки зусиллям цієї партії та її лідера, країна здобула політичну й економічну незалежність від Великої Британії. До цього Беліз був колонією Британський Гондурас.

### Освіта й початок політичної діяльності
Здобув освіту в Коледжі Сент-Джон на батьківщині. Після його завершення Прайс влаштувався у місцевого бізнесмена Роберта Сідні Тертона його персональним секретарем. У ці часи Прайс об'єднав кількох випускників SJC, деякі з них брали участь у виборах до міської ради 1944 та 1947 років.

## Подальша політична кар'єра
1954 року був обраний до Законодавчої ради колонії, також був мером міста Беліз у період з 1956 до 1962 року. З 1961 року очолював колоніальний уряд. Його кабінет розпочав перемовини з Британською короною щодо надання Белізу незалежності. 1964 року його було переобрано на пост глави уряду.
1981 року Беліз здобув незалежність, і Прайс став його першим прем'єр-міністром і міністром закордонних справ. Після поразки НОП на виборах 1984 року, а новим лідером країни став Мануель Есківель (ОДП). Прайс перебував в опозиції, поки не повернув собі пост прем'єр-міністра 1989. 1993 року на посту глави уряду його знову змінив Есківель.
1982 року Прайс став членом Таємної ради Сполученого королівства. У жовтні 1996 року він оголосив про свій ухід з посту лідера партії, і 10 листопада 1996 його офіційно замінив Саїд Муса.

## Нагороди
У вересні 2000 року Прайс став першою людиною, яка отримала вищу нагороду Белізу, Орден Національного Героя за провідну роль у досягненні незалежності своєї країни.